# Казка про гроші
«Казка про гроші» (англ. «The Tale Of Money») — український повнометражний художній фільм 2018 року режисера Олесі Моргунець-Ісаєнко. Сюжет стрічки заснований на повісті «Йом-Кіпур, або Судний день» російського письменника українського походження Володимира Короленка. Стрічка вийшла в обмежений український прокат 25 січня 2018 року.
Стрічка створена Національною кіностудією художніх фільмів імені О. Довженка. Продюсер фільму — Олесь Янчук, автор сценарію — Віктор Гресь.
Сільський парубок Левко успадковує млин свого дядька, який за загадкових обставин утопився в озері. Неочікуване збагачення збурює в Левкові нестримну жагу до грошей. Він привласнює шинок єврея Янкеля, якого за надмірну скнарність у Йом-Кіпур забрав чорт Хапун. Левко починає лихварювати та забирати в людей останнє. Коли він геть втрачає здатність до співчуття, дружби та кохання, нечиста сила добирається і до нього.

## Сюжет
Мельник Левко заходить увечері в шинок єврея Янкеля, проте замість хазяїна зустрічає там його помічника-росіянина. Той розповідає, що Янкель вирушив до міста святкувати Йом-Кіпур. Левко вирішує випити з помічником, який розповідає, що в євреїв є свій чорт — Хапун, який щороку забирає одного єврея. Потім Левко йде до своєї коханки Катрі, але тільки для того, щоб вимагати з її матері повернути борг.
Дорогою до млина Левко випадково бачить як Хапун забирає Янкеля за всі його шахрайства. Янкель пропонує угоду: якщо за рік Левко стане гірший за нього, то Хапун забере Левка, а Янкеля поверне. Хапун погоджується.
Після зникнення Янкеля громада вирішує закрити шинок. Але Левко оскаржує рішення, сказавши, що тоді спиртним торгуватиме священник. Левко забирає шинок собі та швидко багатіє. Місцевий винокур хоче видати за нього свою дочку Мотрю. Проте мельник стає дедалі скупіший, він нехтує друзями, вимагає від усіх його слухатися, будує другий шинок. Тепер він має багато грошей, але відчуває, що чогось бракує. Левко бажає одружитися, однак Катрю вважає забідною, а Мотрю не любить. Помічник у шинку пропонує одружити Мотрю зі слугою Гаврилом, але потай кохатися з нею. Катря, почувши це, відмовляє Левку.
Одного вечора до Левка приходять троє незнайомців. Це виявляються слуги Хапуна, котрий привозить із собою Янкеля. Хапун вирішує винести остаточний вирок, розпитавши про Левка у селян. Прикинувшись різними людьми, він довідується як Левко зробився скупим і пихатим.
Левко ховається в церкві, та Хапун наздоганяє його і там. Левко отямлюється в шинку й розуміє, що весь минулий рік йому наснився. Він розкаюється та одружується з Катрею.

## У ролях

### У головних ролях
- Андрій Ісаєнко — мірошник Левко
- Анастасія Карпенко — Катря
- Олександр Кобзар — чорт Хапун
- Костянтин Костишин — Хорько
- Михайло Кукуюк — шинкар Янкель
- Дмитро Суржиков — підсипка Гаврило
- Катерина Качан — дружина Янкеля Сурка
- Микола Боклан — батюшка
- Віра Кобзар — попадя
- Аліція Омельчук — мати Катрі
- Ірина Мак — Бучилиха

### У другорядних ролях
- Валерій Пацунов — Опанас
- Юрій Дяк — писар
- Ірина Скрипникова — співачка
- Валерій Астахов — Макогон
- Тамара Антропова — Мотря
- Михайло Досенко — дзвонар
- Сергій Детюк — перший подорожній
- Арам Арзуманян — другий подорожній
- Іван Денисенко — третій подорожній
- Петро Ніньовський

## Виробництво
Фільм переміг на 2 пітчінгу Держкіно ще в 2011 році. Тоді режисером стрічки мав стати Віктор Гресь який на пітчингу говорив про сподівання зробити «різдвяну казку для дітей і дорослих». Через затяжну хворобу Віктора Греся, 8 лютого 2016 року в Держкіно затвердили зміну режисера, і стати новим режисером доручили його донці — Анні Гресь. Проте 16 вересня 2016 року режисера проєкту поміняли вдруге, тепер на Олесю Моргунець-Ісаєнко.
Зйомки фільму проходили в Києві та в Національному музеї народної архітектури і побуту в Пирогові.
Кольорокорекцію і фінішинг виконала компанія «Кінотур» (Kinotur Digital Intermediate Lab).

## Кошторис
У 2011 році стрічка стала однією з переможців Другого конкурсного відбору Держкіно. Кошторис склав ₴11,9 млн, 100 % з яких надало Держкіно України.

## Саундтрек
На початку осені 2017 року був опублікований знятий у стилістиці стрічки кліп на саундтрек фільму — пісню «Night Shadow» групи Mavka. У фільмі звучать і написані групою композиції «Птичка» та «Єврейська колискова». Учасники гурту долучилися до запису для кіно хорового виконання народних пісень та колядок і зіграли в фільмі епізодичні ролі співаків. У стрічці лунають також церковні наспіви, створені вокалісткою гурту Mavka Іриною Скрипниковою.

## Нагороди
У 2017 році фільм отримав приз від Академії Індійського кінофестивалю (ICFF) та відзнаку журі за «Особливий фільм».

## Реліз
Стрічка вийшла в обмежений український прокат 25 січня 2018 року. До цього з 18 по 24 січня відбулися допрем'єрні покази стрічки у різних містах України.

## Відгуки критиків
Фільм отримав неоднозначні відгуки від українських кінокритиків.
Ярослав Підгора-Гвяздовський у своїй рецензії для онлайн-видання «Детектор медіа» дорікнув фільму затяжністю та театральністю, назвавши стрічку провальною, однак все ж відзначив єдиний позитив: дуже якісну музику та пісні у виконанні гурту Mavka. Він зауважив, що повільний, ледачий характер Левка в фільмі протилежний літературному першоджерелу, де Левко жвавий та енергійний. Решта персонажів надто клішовані, щоб викликати інтерес у глядачів.
Тетяна Ахапкіна з телеканалу 112 підкреслила, що стрічка більше схожа на телеспектакль, аніж на ігрове кіно.